# Intensivtransport

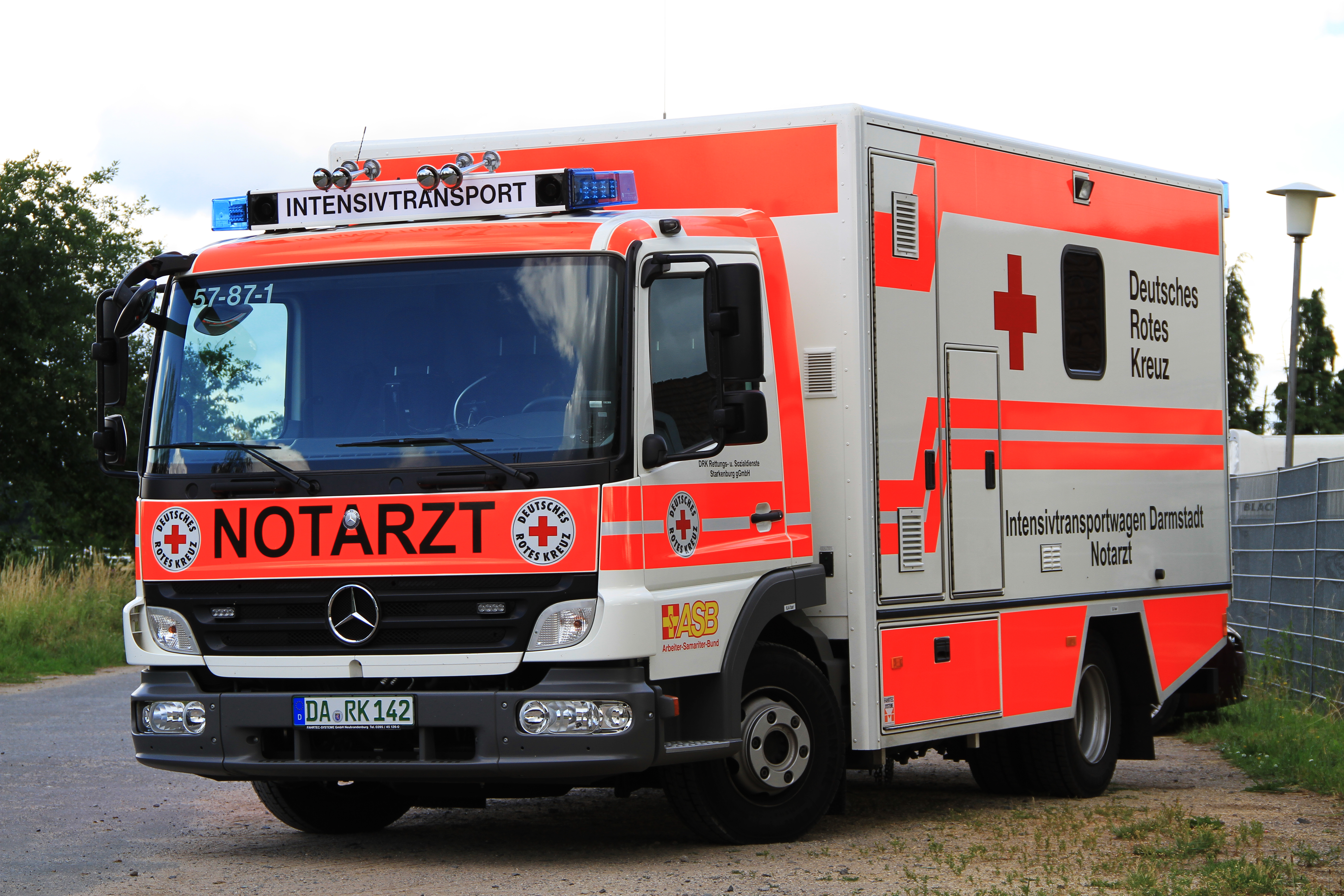
Intensivtransportwagen in Darmstadt

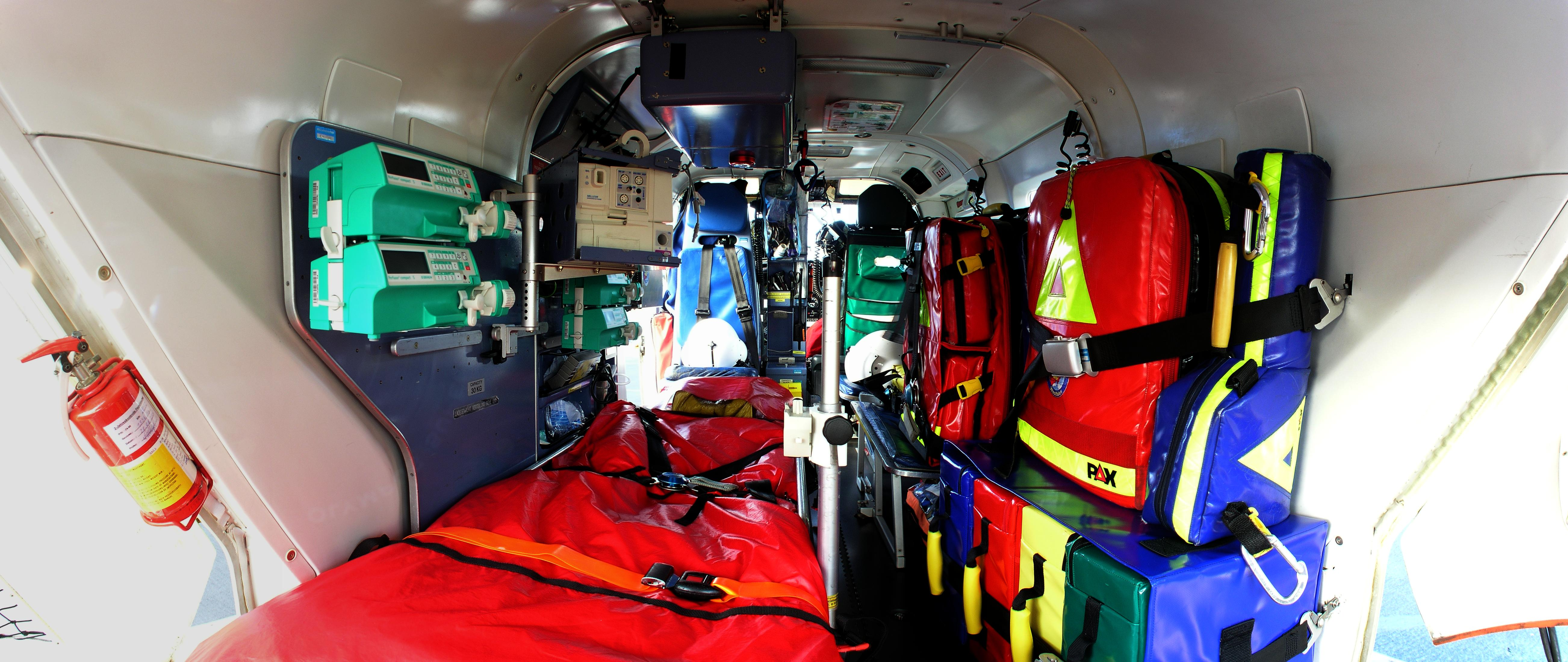
Innen-/Heckansicht eines Intensivtransporthubschraubers

Als Intensivtransport (auch Interhospitaltransport, Interhospitaltransfer oder Sekundärverlegung) bezeichnet man den Transport von intensivmedizinisch behandelten Patienten. Da die Versorgung während des Transports von einem Krankenhaus zum weiterbehandelnden Krankenhaus nicht unterbrochen werden darf, sind speziell ausgerüstete Transporter notwendig. Zum Einsatz kommen vorwiegend spezielle Intensivtransportwagen (ITW) und Intensivtransporthubschrauber (ITH).
Gründe für einen Intensivtransportes können fehlende Ausstattung (z. B. kein Herzkatheterlabor), Abteilungen (z. B. keine Neurologie), Kapazitäten (z. B. kein freies Intensivbett) oder Ressourcen (z. B. Verlegung nach einer Akutversorgung für eine Langzeittherapie) in der erstversorgenden Klinik oder die Lage der Zielklinik (z. B. Nähe zu Angehörigen) sein.
In Deutschland werden Intensivtransporte von einem Arzt begleitet, meist mit notfallmedizinischer Zusatzqualifikation, wobei die Deutsche Interdisziplinäre Vereinigung für Intensiv- und Notfallmedizin (DIVI) zusätzliche Qualifikationsmerkmale empfiehlt. Intensivtransporte sind in Deutschland in den jeweiligen Landesrettungsdienstgesetzen geregelt, sofern das Landesrecht entsprechende Regelungen vorhält.
Als Zwischenlösung zwischen Rettungswagen und Intensivtransportwagen hat Bayern als erstes Bundesland im Jahr 2009 zusätzlich einen Verlegungsarzt etabliert, der mit einem Verlegungsarzteinsatzfahrzeug (VEH) zugeführt werden und intensivpflichtige Patienten in einem regulären Rettungswagen begleiten kann.